# Dafa algeriensis
Dafa algeriensis är en fjärilsart som beskrevs av Walsingham. Dafa algeriensis ingår i släktet Dafa och familjen plattmalar. Inga underarter finns listade i Catalogue of Life.